# MTV Europe Music Award al miglior artista nordamericano
L'MTV Europe Music Award al miglior artista nordamericano (MTV Europe Music Award for Best North American Act) è uno dei premi principali degli MTV Europe Music Awards, che viene assegnato dal 2011.

## Albo d'oro

### Anni 2010
| Anno | Vincitore      | Nominati |
| ---- | -------------- | --- |
| 2011 | Britney Spears | - Beyoncé - Lady Gaga - Bruno Mars - Foo Fighters - Justin Bieber - Katy Perry - Lil Wayne                                |
| 2012 | Rihanna        | - Carly Rae Jepsen - Chris Brown - Drake - Green Day - Justin Bieber - Katy Perry - Linkin Park - Pink (cantante) - Usher |
| 2013 | Justin Bieber  | - Miley Cyrus |
| 2014 | Fifth Harmony  | - Justin Bieber |
| 2015 | Justin Bieber  | - Taylor Swift |